# Lucio Besana
Lucio Besana (Merate, 7 dicembre 1982) è uno sceneggiatore italiano.

## Biografia
È autore di film e opere letterarie di genere Fantastico, Horror e Weird.
Nel 2012 ha vinto il Premio Solinas - Storie per il Cinema con il dramma soprannaturale Notizie di Mezzanotte (Voci di Mezzanotte) ex aequo con Cosimo Gomez per Buoni e cattivi.
Ha sceneggiato insieme a Margherita Ferri e a Roberto De Feo il lungometraggio The Nest (Il nido). Uscito nell'estate del 2019, il film è stato presentato in anteprima mondiale al Festival di Locarno ed è stato selezionato, tra gli altri, al Sitges - Festival internazionale del cinema fantastico della Catalogna; è stato successivamente distribuito in Francia, Spagna, Inghilterra, Scozia, Galles, Irlanda del Nord, Russia, Giappone, Polonia, Olanda, Belgio, Lussemburgo, Taiwan e Brasile; ed è stato opzionato per un remake in lingua inglese da Gotham Group.
Insieme a Milo Tissone, Paolo Strippoli, Roberto De Feo e David Bellini ha sceneggiato A Classic Horror Story, distribuito da Netflix in 190 paesi nell'estate del 2021.  Proiettato in anteprima stampa al Taormina Film Fest, ha vinto il Premio per la Miglior Regia. Il film è stato uno dei più visti al mondo su Netflix durante la prima settimana di uscita ed è stato inserito dal New York Times tra i cinque migliori film da guardare in streaming nel luglio del 2021.

## Filmografia

### Cinema
- The Nest (Il nido), regia di Roberto De Feo
- A Classic Horror Story, regia di Roberto De Feo e Paolo Strippoli

## Riconoscimenti
- Premio Solinas
  - 2012 – Migliore Storia per il Cinema per Notizie di Mezzanotte
- Premio Tonino Guerra
  - 2014 – Menzione speciale della Giuria per The Nest[15]
- Fantaspoa – Festival de Cinema Fantástico de Porto Alegre
  - 2020 – Migliore sceneggiatura per il film The Nest[16]